# Bartolomeo Mastri

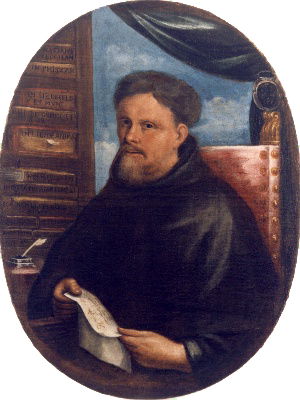
Bartolomeo Mastri

Bartolomeo Mastri oder Mastrio, auch latinisiert als Bartholomæus Mastrius (* 7. Dezember 1602 in Meldola; † 11. Januar 1673 ebenda) war ein Philosoph und Theologe aus dem Franziskanerorden. Er ist einer der Hauptvertreter der scotischen Bewegung im 17. Jahrhundert.

## Leben
Bartolomeo Mastri wurde in Meldola in der Nähe von Forlì in eine Familie des Kleinadels geboren. Über seine frühe Ausbildung ist wenig bekannt. Vor seinem Ordenseintritt hatte er Studien in Grammatik, Rhetorik und Poesie abgeschlossen. Vermutlich 1616 trat der dem Franziskaner-Minoritenorden bei. Nach seinem Noviziat in Cesena und der Profess wurde er ins Sankt-Franziskus Kloster in Bologna geschickt, wo er seine Studien abschloss und am 26. September 1621 den Titel eines  baccelliere initiatus erhielt. Im Anschluss ging er für zwei Jahre zu Studien nach Neapel, wo er unter anderen von Giuseppe La Napola da Trapani (1603–1676), einem der bedeutendsten Skotisten seiner Zeit, ausgebildet wurde.
1623 wurde er zum magister im Kloster S. Francesco al Prato in Parma und im folgenden Jahr in gleicher Funktion nach Bologna versetzt. Von dort aus wurde er 1626 an das  Collegio di S. Bonaventura nach Rom geschickt, einem wichtigen Zentrum der scotischen Bewegung, wo er bis 1628 blieb und sein Theologiestudium abschloss. Dort lernte er unter anderem seinen Kommilitonen Bonaventura Belluto (1600–1676) aus Catania kennen, mit dem er über viele Jahre zusammenarbeitete. So verfassten sie zusammen ein fünfbändiges Lehrbuch der scotischen Philosophie, die Philosophiae ad mentem Scoti cursus integer, deren letzter Band 1647 erschien. Mastri und Belluti  wurden beide 1628 in Theologie promoviert (laurea) und gemeinsam zu Regenten der franziskanischen Studien in Cesena ernannt und gingen 1631 zusammen nach Perugia, wo Mastri sich mit dem Schriftsteller Secondo Lancellotti anfreundete. 1638 bewarben sich beide um die Versetzung auf einen Lehrstuhl an der Universität von Padua. Trotz des Widerstands des Theologen Matija Ferkić (1583–1669) und des Philosophen Francesco Vaccari hatte die Bewerbung Erfolg, und sie verbrachten die nächsten drei Jahre in Padua (im Kloster St. Antonius). 1641 verließen sie Padua wieder, und ihre Wege trennten sich: Während Belluto nach Sizilien ging, kehrte Mastri nach Meldola zurück. Wenige Monat später wurde er Theologe und persönlicher Berater von Kardinal Luigi Capponi, dem Erzbischof von Ravenna. Der Kardinal finanzierte den Druck einiger seiner Werke (darunter 1646 des ersten Bands der Metaphysica) und vermittelte ihm neue und einflussreiche Freunde, zum Beispiel Pomponio Spreti, den Kanoniker der Metropolitankirche von Ravenna. Nachdem der Kardinal 1645 auf den erzbischöflichen Titel verzichtet hatte, kehrte Mastri dauerhaft in seine Heimat zurück, wo er, in politische Intrigen verwickelt, nur knapp dem Exil entging. Von 1647 bis 1650 wurde er zum Provinzialminister seines Ordens für die Region Bologna gewählt, kehrte dann bis 1659 nach Meldola zurück und widmete sich dem Verfassen theologischer Werke.
Ab 1659 und der Wahl seines langjährigen Freundes Giacomo Fabretti zum Generalminister des Ordens der Minoriten unternahm er regelmäßige Reisen nach Rom, wo er sich ihm anschloss. Dort traf er Papst Alexander VII. persönlich, dem er eines seiner Werke (den zweiten Band der Disputationes theologicae) widmete. Er wurde 1662 zum Generalvikar für Italien ernannt und unterlag 1665 nur knapp Andrea Bini bei der Wahl zum Generalminister.
Verärgert über diese Niederlage zog er sich nach Meldola zurück, wo er seine Moraltheologie schrieb und bis zu seinem Tod im Jahr 1673 blieb.

## Denker
Als Autor von bemerkenswerter Gelehrsamkeit zeichnen sich seine Schriften durch die Vielfalt des Korpus mittelalterlicher, Renaissance- und moderner Autoren aus, die er mit zahlreichen Zitaten mobilisiert. Es ermöglicht somit eine Synthese der verschiedenen scotistischen Strömungen, manchmal mit einer solchen Treue zum Buchstaben von Duns Scotus, dass es vorgeworfen wurde.
Er war mit den Werken anderer Theologen seiner Zeit gut vertraut und widmete „aktuellen Fragen“ große Aufmerksamkeit, was ihn zu einer zentralen Figur in den Auseinandersetzungen der Barockscholastik machte, die sich den Anhängern des „feinen Doktors“ entgegenstellten Thomisten und Jesuiten, zu theologischen und philosophischen Fragen, die so ursprünglich sind wie die des freien Willens, der Gnade und der Vorherbestimmung, der Bestimmung der Wahrheit durch Logik (in diesem Punkt widersetzt er sich den aristotelischen Vorstellungen von Petrus Aureoli).
Einige Kontroversen, in denen er große Kampfeslust zeigte, hatten eine gewisse Wirkung: ob mit Mitgliedern des eigenen „Lagers“ wie dem Kroaten Matija Ferkić (zur Frage substanzieller Formen) oder dem Iren Recollect John Punch (der u. a „logische Möglichkeit“ unabhängig von jedem göttlichen Intellekt), Thomisten wie Michele Zanardi oder jesuitische Konzeptualisten wie Juan de Lugo und Francisco de Oviedo.

## Werke
Barholomeo Mastri ist Autor von vier großen Werken, die oft in mehreren Bänden erschienen sind, größtenteils und wenn nicht anders erwähnt in Venedig.
- Cursus integer philosophiæ ad mentem Scoti, mit Bonaventura Belluto; zuerst veröffentlicht in sieben Bänden von 1637 bis 1647, teilweise neu gedruckt zwischen 1644 und 1652 mit Ergänzungen allein von Mastri, dann posthum 1678 neu gedruckt;
- Scotus et scotistæ Bellutus et Mastrius expurgati a probosis querelis ferchianis, herausgegeben von Franciscum Succium in Ferrara 1650;
- Disputationes theologicæ in quatuor libros Sentenciarum, in vier Bänden:
  - Disputationes theologicæ in primum librum Sententiarum, herausgegeben von Iohannes Iacobum Hertz 1655; Digitalisat
  - Disputationes theologicæ in secundum librum Sententiarum, herausgegeben von Franciscum Stortum 1659; Digitalisat
  - Disputationes theologicæ in tertium librum Sententiarum, herausgegeben von Valvasensem 1661; Digitalisat
  - Disputationes theologicæ in quartum librum Sententiarum, herausgegeben von Valvasensem, 1664; Digitalisat

- Theologia moralis ad mentem dd. Seraphici et Subtilis concinnata, herausgegeben von Iohannes Iacobum Hertz im Jahre 1671.